# Mionectes striaticollis
A Mionectes striaticollis a madarak (Aves) osztályának verébalakúak (Passeriformes) rendjébe és a királygébicsfélék (Tyrannidae) családjába tartozó faj.

## Rendszerezése
A fajt Alcide d’Orbigny és Frédéric de Lafresnaye  írták le 1837-ben, a Muscicapa nembe Muscicapa striaticollis  néven.

## Alfajai
- Mionectes striaticollis columbianus Chapman, 1919
- Mionectes striaticollis palamblae Chapman, 1927
- Mionectes striaticollis poliocephalus Tschudi, 1844
- Mionectes striaticollis selvae Meyer de Schauensee, 1952
- Mionectes striaticollis striaticollis (Orbigny & Lafresnaye, 1837)
- Mionectes striaticollis viridiceps Chapman, 1924[2]

## Előfordulása
Az Andokban, Bolívia, Kolumbia, Ecuador és Peru területén honos. Természetes élőhelyei a szubtrópusi és trópusi síkvidéki és hegyi esőerdők, valamint másodlagos erdők. Állandó, nem vonuló faj.

## Megjelenése
Testhossza 13 centiméter, testtömege 13-17 gramm.

## Életmódja
Általában magányosan ízeltlábúak és bogyókkal táplálkozik.

## Természetvédelmi helyzete
Az elterjedési területe nagyon nagy, egyedszáma pedig stabil. A Természetvédelmi Világszövetség Vörös listáján nem fenyegetett fajként szerepel.